# El gato vampiro de Nabeshima
El gato vampiro de Nabeshima (The Vampire Cat of Nabéshima) es un relato de vampiros escrito en 1871 por Algernon Bertram Freeman-Mitford, un diplomático, coleccionista y escritor inglés. El relato está basado en un cuento tradicional japonés, basado en la figura de un bakeneko o kaibyo, un gato sobrenatural del folklore nipón, cuyas primeras referencias se remontan al período Kamakura (1192-1333) donde con el nombre de nekomata se denomina a un gato demoníaco que devora a los humanos y adopta su fisonomía. Los tres cuentos de este tipo de gato por excelencia son el gato de Okazaki, el gato de Arima y el gato de Nabeshima.

## Inspiración
La historia original del gato de Nabeshima (conocida en su forma original como Nabeshima kaibyoden o Saba no yozakura) y representada como obra kabuki en 1853 es una historia que surge de la enemistad entre dos familias, los decadentes Ryuzoji y el próspero clan de los Nabéshima, enfrentados en una larga rivalidad cuyos motivos varían según las diversas versiones. Los agraviados Ryuzoji utilizan a un bakeneko para vengarse de los Nabéshima, que son salvados por un fiel servidor llamado Komori. A pesar de las crueldades y abusos de los Nabéshima, el fiel vasallo los defiende, aunque los motivos del monstruo parecen justos.
En su adaptación de la historia, Algernon Freeman-Mitford solo conservó los nombres de algunos personajes y el bakeneko, pero omitió las motivaciones del monstruo y los detalles más truculentos y horrorosos, dándole al relato un carácter de fábula japonesa tradicional.
Como curiosidad en el periódico Sunday Express de 14 de julio de 1929 aparecía el siguiente anuncio de Japón: El gato vampiro de Nabeshima acecha de nuevo en la noche, embrujando a las hermosas esposas de los descendientes del samurai de las dos espadas.

## Sinopsis
O Toyo, la concubina del príncipe de Hizen, un señor del clan Nabéshima, es asesinada y sustituida por un enorme gato, y que noche tras noche acude al lecho del príncipe, donde bebe su sangre y lo consume mediante una lenta enfermedad.
Ante esta situación, los consejeros del príncipe instalan una guardia permanente ante las cámaras de su señor, pero los guardianes se duermen inexplicablemente a pesar de sus esfuerzos por permanecer despiertos, debido al poder de O Toyo, que sigue acudiendo al lecho del príncipe. Los propios consejeros intentan hacer guardia personalmente, pero también fracasan.
Finalmente Itô Sôda, uno de los soldados del príncipe, preocupado por la salud de su señor, se presenta voluntario para montar guardia ante su lecho y vigilar su sueño, y consigue mantenerse despierto clavándose un cuchillo en la pierna. O Toyo, que se ve entorpecida por el joven, intenta deshacerse de él, y al no conseguirlo revela su verdadera naturaleza. Una vez expulsado el gato demoníaco, el príncipe se recupera de su enfermedad y convoca una gran cacería para matar a la bestia. Itô Sôda es recompensado con grandes riquezas.

## Adaptaciones cinematográficas
El cuento del gato de Nabeshima ha inspirado en varias ocasiones al cine japonés: Saga kaibyo-den (1931), Nabeshima kaibyoden (1949) y  Hiroku Kaibyoden (1969).